# Мокрий Яланчик
Мо́крий Яла́нчик, Мо́крий Єла́нчик — річка в Україні, басейн (Сухого Яланчика), Азовське море. Довжина 29 км. Площа водозбірного басейну 386 км². Похил 3,5 м/км. Долина коритоподібна.
Живиться за рахунок атмосферних опадів. Льодостав нестійкий (з грудня до початку березня). Використовується на сільськогосподарські потреби.
Бере початок із північного заходу Амвросіївки. Тече територією Амвросіївського, Новоазовського районів Донецької області та Неклинівського району Ростовської області Росії. Впадає до р. Сухого Яланчика у Щербаковому. Споруджено ставки.